# Primeira Guerra Anglo-Birmanesa
A Primeira Guerra Anglo-Birmanesa (5 de março de 1824 - 24 de fevereiro de 1826) foi a primeira das três guerras travadas entre os britânicos e Império da Birmânia no século XIX. A guerra, que começou principalmente pelo controle do nordeste da Índia, terminou em uma vitória decisiva britânica, dando o controle total aos britânico de Assam, Manipur, Cachar e Jaintia bem como Arakan e Tenasserim.
Os birmaneses foram também forçados a pagar uma indenização de um milhão de libras esterlinas, e assinar um tratado comercial.

## Antecedentes
A guerra foi a mais longa e mais cara da história da Índia britânica. Quinze mil soldados europeus e indianos morreram, juntamente com um número desconhecido no exército birmanês e vítimas civis. A campanha custou de 5 a 13 milhões de libras britânicas (cerca de 18 500 a 48 000 milhões de dólares americanos em 2006) que levou a uma grave crise econômica na Índia britânica em 1833.
Para os birmaneses, foi o começo do fim de sua independência. O Terceiro Império Birmanês da Dinastia Konbaung, por um breve momento o terror da Índia britânica, estava enfraquecido e não era mais uma ameaça para a fronteira oriental da Índia britânica. Os birmaneses seriam esmagados por muitos anos por ter que pagar a indenização de um milhão de libras (então 5 milhões), uma grande soma, mesmo na Europa da época.
Os britânicos fariam mais duas guerras contra a Birmânia, então muito mais enfraquecida, até conquistar todo o país em 1885.

## Causas

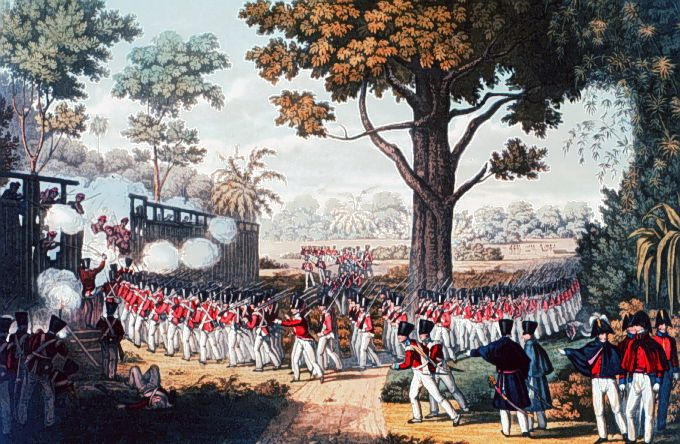
Assalto da paliçada em Kemmendine perto de Rangoon no dia 10 Junho 1824

Em 1822, as conquistas birmanesas em Manipur e Assam tinham criado uma longa fronteira entre a Índia britânica e o Reino de Ava. Os britânicos, com sede em Calcutá, tinham seus próprios projetos na região, e apoiavam ativamente rebeliões em Manipur, Assam e Arakan. Calcutá declarou unilateralmente Cachar e Jaintia protetorados britânicos, e enviou tropas.